# Sekirei
Sekirei (セキレイ? lett. "motacilla") è un manga ideato e disegnato da Sakurako Gokurakuin. La serie è stata serializzata sulla rivista seinen Young Gangan, edita da Square Enix, dal 3 dicembre 2004 al 21 agosto 2015 e i capitoli sono stati successivamente raccolti in diciotto volumi pubblicati in formato tankōbon.
Un adattamento anime è stato realizzato dalla Seven Arcs e diretto da Keizō Kusakawa. La serie televisiva è stata trasmessa tra il 2 luglio e il 17 settembre 2008 in Giappone. Di questa prima serie esiste una versione priva di censura commercializzata in alcuni cofanetti DVD. Una seconda serie animata dal titolo Sekirei ~Pure Engagement~ è stata prodotta nel 2010 e trasmessa dal 4 luglio al 26 settembre 2010 per concludersi il 26 settembre 2010.
Al Lucca Comics & Games 2011 la casa editrice J-Pop ha ufficializzato che la pubblicazione dell'edizione italiana del manga sarebbe iniziata nel corso del 2012. L'intera serie è stata pubblicata dal 9 giugno 2012 al 1º febbraio 2017.

## Trama
Minato Sahashi è un giovane ragazzo che ha appena fallito l'esame d'accesso al college per la seconda volta, è impacciato con le donne oltre che disoccupato. Così, si rende conto che non può continuare a fare affidamento sulla madre e sulla sorella minore con la vita che sta conducendo. In realtà, Minato è estremamente intelligente, eppure la sua incapacità di farcela sotto pressione consegue nei suoi costanti fallimenti. Come risultato, Minato è stato marchiato da molti come un idiota ed eterno perdente.
Un giorno, Minato incontra una ragazza chiamata Musubi, che gli cade addosso letteralmente dal cielo. Questa ragazza non ha un posto dove andare e così Minato inizia a prendersi cura di lei, purtroppo però ci sono delle persone a caccia di questa ragazza ed i due in fuga finiranno per baciarsi creando un legame unico tra i due. Minato infatti scoprirà di far parte di un gruppo di persone chiamato Ashikabi, esseri umani con geni speciali che permettono loro di fiancheggiare una Sekirei. Le Sekirei sono esseri dotati di super poteri liberate dalla misteriosa organizzazione MBI. In forma di belle ragazze dalle forme mozzafiato, le Sekirei combattono in una pericolosa competizione chiamata "Piano Sekirei".
Con l'intera città di Tokyo come campo di battaglia, le Sekirei vanno in cerca di quegli umani destinati a diventare i loro Ashikabi. Minato impara presto che essere il partner di una splendida ragazza non è tutto rose e fiori, specialmente quando scoprirà a sue spese che un Ashikabi può avere a suo fianco più di una Sekirei e sarà allora che inizieranno i veri guai. Ben presto egli si ritroverà non con una ma ben sei Sekirei e costretto a ingaggiare moltissime battaglie contro altri Ashikabi. L'obiettivo finale del gioco è sconfiggere tutte le altre Sekirei ed i loro Ashikabi così da riuscire alla fine a coronare l'unico desiderio della Sekirei: riuscire a salire in cielo insieme al proprio Ashikabi.

## Personaggi

Da sinistra: Musubi, Minato, Kusano e Tsukiumi

Minato Sahashi (佐橋 皆人?, Sahashi Minato)
Minato è un giovane studente che un giorno incontra per caso una bellissima ragazza che non ha un posto dove andare e soldi per poter mangiare. Decide così di aiutarla senza sapere che questa ragazza è un essere speciale, durante una fuga i due finiscono per baciarsi liberando i poteri della ragazza e facendo divenire Minato il suo Ashikabi. Non sa nuotare.
Musubi (結?)
Sekirei #88
La prima Sekirei che Minato incontra. Bellissima e procace cade dal cielo involontariamente sul ragazzo che si prende cura di lei. Quando il suo cuore inizia a battere all'impazzata capisce che Minato è colui che è destinato a divenire il suo Ashikabi e lo bacia. I due da allora vivono insieme a Villa Izumo. È una Sekirei di tipo pugno e combatte a mani nude.
Kusano (草野?)
Sekirei #108
Una ragazza spaventata che Minato vede per la prima volta in sogno e che gli chiede di salvarla. Minato inizia così la ricerca della piccola Sekirei assieme a Seo ed alle sue Sekirei e riesce a trovarla nel fitto di un bosco. Grazie all'intervento di Musubi il gruppo riesce a recuperarla e Kusano decide che sarà proprio Minato il suo Ashikabi. Ha il potere di far crescere le piante come vuole.
Matsu (松?)
Sekirei #02
Durante la permanenza a Villa Izumo Kusano è spaventata da quello che crede essere un fantasma ma che in realtà è una giovane e bellissima Sekirei. Dal carattere abbastanza schivo Matsu ama circondarsi di apparecchi elettronici e tenere sotto controllo tutti. Affascinata da Minato senza saperne il motivo lo bacerà diventando la sua terza Sekirei. È la Sekirei più intelligente del gruppo e può controllare qualsiasi oggetto elettronico ma non ha abilità combattive fisiche.
Tsukiumi (月海?)
Sekirei #09
Tsukiumi appare come Kusano per la prima volta in un sogno a Minato ma al contrario della piccola Sekirei detesta gli umani e vuole eliminare ad ogni costo colui che potrebbe diventare il suo Ashikabi. Il grande cuore di Minato però le fa cambiare idea ed anche lei si unisce al gruppo. È molto gelosa di Minato ed il suo potere è quello dell'acqua.
Kazehana (風花?)
Sekirei #03
Una donna bellissima che Musubi e Tsukiumi incontrano per la prima volta in città durante lo scontro con la Sekirei dello scialle. Kazehana ama l'alcool ed è spesso ubriaca, una sera in compagnia di Uzume torna a Villa Izumo risvegliandosi nel letto di Minato. Kazehana è colpita dal ragazzo e dopo lo scontro sul ponte con l'unità disciplinare decide di diventare una sua Sekirei. Nell'anime la storia è leggermente differente e questo evento avviene solo successivamente durante lo scontro nel deposito portuale. È una delle Sekirei più potenti in assoluto ed ha la capacità di manipolare il vento.
Homura (焔?)
Sekirei #06
Homura è un Sekirei che si è proclamato il guardiano delle Sekirei proteggendo quelle che non hanno ancora ottenuto le ali. Vive e Villa Izumo sotto il falso nome di Kagari. Il suo scopo è quello di rovinare i piani del direttore del MBI e poi ucciderlo ma purtroppo il suo fisico non riesce più a gestire il suo potere. Rimasto come unico Sekirei non ancora dotato di ali decide di autoincenerirsi ma Minato corre in suo soccorso baciandolo di sua spontanea volontà. Homura è un Sekirei speciale perché il suo corpo può cambiare in quello di una donna in base alla volontà del suo Ashikabi. Ha la capacità di manipolare il fuoco.
Miya Asama (浅間 美哉?, Asama Miya)
Sekirei #01
La proprietaria di Villa Izumo. Era sposata con un uomo di nome Takehito facente parte del MBI ma il suo amato purtroppo è stato ucciso. Durante la storia è rivelato che lei è la Sekirei #1 ed il suo nome intimorisce anche le più forti Sekirei. È la Sekirei più potente tanto che anche Kazehana la tratta con molto rispetto, è abilissima con la spada e decide di addestrare personalmente Musubi e Tsukiumi. In apparenza è di carattere abbastanza mite, ma ciononostante sa essere terrificante anche senza manifestare apertamente la propria rabbia o anche solo irritazione.
Yume (結女?)
Sekirei #08
La "Sekirei del Destino". Un tempo Yume ha sacrificato se stessa per salvare Musubi donandole il suo tama e la sua anima torna temporaneamente alla luce dopo che Musubi viene sconfitta da Benitsubasa. Il suo potere è terrificante e la squadra disciplinare non può nulla contro di lei. Il suo scopo è quello di proteggere l'amore e per questo, prendendo possesso del corpo di Musubi, dice a Minato che lo proteggerà per sempre.

## Terminologia
- Sekirei (セキレイ?)

Le Sekirei sono potentissime creature extraterrestri dotate di un codice genetico simile a quello umano. La nave spaziale delle Sekirei precipita sulla terra nel 1999 e viene ritrovata da uno studente di nome Hiroto Minaka (futuro capo del MBI oltre che padre di Minato) e da Sahashi Takami (futura ricercatrice del MBI e madre di Minato). All'interno della nave spaziale i due trovano 108 forme di vita, "una colonna e 107 piccoli uccellini".
La prima, la colonna (Sekirei #00), era già un'adulta.
Otto di loro erano embrioni (Sekirei #01, #02, #03, #04, #05, #06, #07, #08 e la #09)
Altre 99 invece erano solo uova fecondate (Sekirei da #10 a #108)
L'adulta e le otto Sekirei che erano embrioni sono conosciute anche come "Numeri singoli" e sono molto più potenti delle altre Sekirei a numero doppio. Tutte le Sekirei hanno dovuto subire degli aggiustamenti per essere adatte al piano Sekirei, in particolar modo proprio i "Numeri singoli" così da rendere il loro potere più stabile e facilmente controllabile.
- Ashikabi (葦牙?)

Gli Ashikabi sono esseri umani che possiedono dei geni in grado di potenziare le Sekirei a loro destinate. Tramite uno scambio di saliva, in genere un bacio, l'Ashikabi dona le ali alla Sekirei diventando suo compagno per sempre. Gli Ashikabi possono essere uomini o donne di qualsiasi età e ceto sociale. Il loro vero potere deriva non solo dal numero di Sekirei a cui ha dato le ali ma soprattutto da quant'è profondo il legame che li unisce. Oltre a Minato nella città ci sono altri 3 Ashikabi molto potenti che prendono il nome dalla parte della città che occupano. Se un Ashikabi dovesse morire anche tutte le Sekirei a lui legate subirebbero la stessa sorte.
- Norito

Il Norito è una preghiera unica che ogni Sekirei recita dopo essere stata baciata dal suo Ashikabi e che le permette di utilizzare al massimo il proprio potere. Quella di Musubi ad esempio recita: "Pugno del mio contratto, rompi l'infelicità del mio Ashikabi!".
- Jinki (神器? lett. "Navi di dio")

Gli Jinki sono 8 misteriosi oggetti, numerati dal 1 all'8, trovati sulla stessa nave spaziale dove si trovavano le Sekirei. Il loro vero potere è sconosciuto ma se dovessero essere riuniti potrebbero causare lo spegnimento contemporaneo di tutte le Sekirei.
- Tama

Il cuore di una Sekirei, l'oggetto che permette loro di muoversi e restare in vita. Yume donò il proprio a Musubi per poterla salvare sacrificando così la sua vita.
- Ali Quando una Sekirei attiva il proprio Norito baciando il suo Ashikabi, il suo potere si manifesta al massimo sotto forma di ali, che rappresentano il legame tra la Sekirei e il suo Ashikabi. Se le ali si dovessero strappare il legame che simboleggiano si distrugge, e il "Lato Oscuro" del loro Tama esce senza controllo, rischiando di uccidere la Sekirei.
- Il piano Sekirei

Il piano Sekirei consiste nel liberare tutte e 108 le Sekirei nella città di Tokyo in modo che esse possano trovare il proprio Ashikabi e combattere al suo fianco. Questo gioco, creato dal presidente del MBI, si divide in tre differenti fasi:
Primo stadio: Le Sekirei sono libere di muoversi per la città così da poter incontrare il proprio Ashikabi e poter ottenere da lui le ali. Questo stadio termina quando il 90% delle Sekirei hanno le ali.
Secondo stadio: La città di Tokyo viene chiusa e nessuna Sekirei o Ashikabi può lasciare la città. Gli Ashikabi devono trovare le restanti Sekirei e donargli le ali.
Terzo stadio: Iniziano gli incontri tra i vari Ashikabi con in palio i diversi Jinki. Nel primo e terzo incontro partecipano tre gruppi formati da un Ashikabi ed al massimo tre Sekirei mentre nel secondo incontro i gruppi sono cinque formati da un Ashikabi ed una sola Sekirei. Terminata la fase, le carte di partecipazione possedute dagli Ashikabi ementtono un ultrasuono che termina tutte le Sekirei appartenenti ad Ashikabi che non sono in possesso di un Jinki.
Quarto stadio: Si svolge sull'Isola Kamitura, e consiste in due fasi. La prima fase richiede di portare gli 8 Jinki in 8 specifici punti dell'isola, pena la morte degli Ashikabi e la conseguente terminazione delle loro Sekirei. La seconda fase prevede che i sei Ashikabi rimasti siano obbligati a scontrarsi tra loro finché non si sarà rimasti ad un unico Ashikabi.
Stadio finale: Svolto su Kouten, l'isola volante, su cui una Sekirei dell'unico Ashikabi rimasto si recherà per affrontare Miya Asama, la Sekirei #01.

## Media

### Manga
Il manga, scritto e disegnato da Sakurako Gokurakuin, è stato serializzato dal 3 dicembre 2004 al 21 agosto 2015. I vari capitoli sono stati raccolti in diciotto volumi tankōbon pubblicati dal 25 giugno 2005 al 24 ottobre 2015.
In Italia la serie fu annunciata al Lucca Comics & Games 2011 da Edizioni BD che l'ha pubblicata sotto l'etichetta J-Pop dal 9 giugno 2012 al 1º febbraio 2017.
Nel manga, come nella versione DVD dell'anime, sono presenti alcune immagini di nudo non integrale.

#### Volumi
| 1  | 25 giugno 2005 | ISBN 978-4-7575-1457-7 | 9 giugno 2012     | ISBN 978-88-6634-235-9 |
| 1  | Capitoli - Sekirei (セキレイ?, Sekirei) - Ali di luce (光ノ羽?, Hikari no hane) - Città in fiamme (萌す帝都?, Mozasu machi) - 1. Una ragazza sotto il chiaro di luna (月空の乙女?, Gekkū no otome) - 2. La porta di una nuova casa (新屋ノ扉?, Shin oku no tobira) - 3. Musubi (結?, Musubi) - 4. La ragazza verde (緑ノ少女?, Midori no shōjo) - 5. Dentro al sogno (夢ノ中?, Yume no naka) |                        |                   |                        |
| 2  | 25 ottobre 2005 | ISBN 978-4-7575-1553-6 | 14 luglio 2012    | ISBN 978-88-6634-300-4 |
| 2  | Capitoli - 6. Un uomo affascinante (二番目ノ男?, Nibanme no otoko) - 7. Il richiamo (ヨビゴエ?, Yobigoe) - 8. Un incontro imprevisto (邂逅?, Kaikō) - 9. Conclusione (決着?, Kecchaku) - 10. Ottenere le ali (羽化?, Uka) - 11. La chiacchierata delle Sekirei (鶺鴒閑話?, Sekirei kanwa) - 12. Accanto a me (僕ノ傍ニ?, Boku no soba ni) - 13. Yukari, all'attacco (妹, 襲来?, Yukari, shūrai) - 14. I problemi di ognuno (其其ノ事情?, Sorezore no jijō) - 15. La storia di Villa Izumo (出雲荘奇談?, Izumo-sō kidan) - 16. L'angelo vestito di bianco (博衣ノ鶺鴒?, Hakui no tenshi) |                        |                   |                        |
| 3  | 25 maggio 2006 | ISBN 978-4-7575-1684-7 | 25 agosto 2012    | ISBN 978-88-6634-301-1 |
| 3  | Capitoli - 17. La Sekirei nera (黒ノ鶺鴒?, Kuro no sekirei) - 18. All'inizio del cielo (始マリノ空?, Hajimari no sora) - 19. Promessa (約束?, Yakusoku) - 20. La Sekirei d'acqua (水ノ鶺鴒?, Mizu no sekirei) - 21. Magnifica Tsukiumi (月海絢爛?, Tsukiumi kenran) - 22. La mia Sekirei (オレノセキレイ?, Ore no sekirei) - 23. Sekirei, vi voglio bene (鶺鴒, 寿グ?, Sekirei, kotohogu) - 24. La battaglia dei fiori di Villa Izumo (出雲荘花軍?, Izumo-sō hana ikusa) - 25 EXTRA. La situazione di Sahashi Yukari (佐橋妹ノ場合1?, Sahashi Yukari no baai ichi) - 26 EXTRA. La situazione di Sahashi Yukari 2 (佐橋妹ノ場合2?, Sahashi Yukari no baai ni) - 27 EXTRA. La situazione di Sahashi Yukari 3 (佐橋妹ノ場合3?, Sahashi Yukari no baai san) |                        |                   |                        |
| 4  | 25 gennaio 2007 | ISBN 978-4-7575-1933-6 | 22 settembre 2012 | ISBN 978-88-6634-359-2 |
| 4  | Capitoli - 28. La danza della Sekirei (鶺鴒舞踊?, Sekirei buyō) - 29. L'ombra dell'oscurità (闇ノ影?, Yami no kage) - 30. Tutto quello che posso fare per te (君ノ為ニデキルコ?, Kimi no tame ni dekiru koto) - 31. Sekirei #95 (鶺鴒番號九十五番?, Sekirei bangō kyū-jū-go-ban) - 32. La Sekirei del vento (風ノ鶺鴒?, Kaze no sekirei) - 33. I motivi per cui non voglio combattere (不戦ノ理由?, Tatakawazu no riyū) - 34. Teito, sigillata (閉ジタ帝都?, Tojita Teito) - 35. Lo scialle e il vento (比礼ト風?, Hire to kaze) - 36. I due in un giorno nevoso (雪ノ日ニ二人?, Yuki no hi ni futari) - 37. La situazione nella capitale (帝都ノ事情?, Teito no jijō) - 38. La reazione del marchio Sekirei (鶺鴒紋, 反応ス?, Sekirei mon, han'nōsu) |                        |                   |                        |
| 5  | 25 luglio 2007 | ISBN 978-4-7575-2051-6 | 3 novembre 2012   | ISBN 978-88-6634-379-0 |
| 5  | Capitoli - 39. L'ultima notte prima della fuga (脱出前夜?, Dasshutsu zen'ya) - 40. Verso la felicità (幸福ノ方向?, Shiawase no hōkō) - 41. La squadra disciplinare ('懲罰部隊'?, 'Chōbatsu butai') - 42. La Sekirei rossa e quella blu (緋ト蒼ノ鶺鴒?, Aka to ao no sekirei) - 43. Dei onnipotenti! (チハヤブル!?, Chihayaburu!) - 44. La luce del Norito (祝詞ノ光?, Norito no hikari) - 45. L'enorme luna (浩然ノ月?, Kōzen no tsuki) - 46. Il marchio Sekirei, scompare (鶺鴒紋, 消失?, Sekirei mon, shōshitsu) - 47. La situazione si capovolge (廻天?, Kaiten) - EXTRA. Sekirei Onsen (鶺鴒温泉?, Sekirei onsen) |                        |                   |                        |
| 6  | 25 marzo 2008 | ISBN 978-4-7575-2243-5 | 19 gennaio 2013   | ISBN 978-88-6634-380-6 |
| 6  | Capitoli - 48. La Sekirei del Destino (縁ノ鶺鴒?, Enishi no sekirei) - 49. La risposta del vento (風ノ答エ?, Kaze no erai) - 50. La promessa di incontrarsi ancora (再開ノ約束?, Saikai no yakusoku) - 51. Il segreto nascosto (秘密ノ岸辺?, Himitsu no kishibe) - 52. La dignità di un uomo (男ノ矜持?, Otoko no kyōji) - 53. Il cielo della promessa (約束ノ空?, Yakusoku no sora) - 54. Una lunga passeggiata (永イ散歩?, Nagai sanpo) - 55. La fiamma del diavolo (悪夢ノ炎?, Akumu no honō) - 56. L'ultima piuma (最後の壱羽?, Saigo no ichiwa) - EXTRA. Sekirei al mare (鶺鴒海水浴?, Sekirei kaisui yoku) |                        |                   |                        |
| 7  | 25 luglio 2008 | ISBN 978-4-7575-2329-6 | 16 febbraio 2013  | ISBN 978-88-6634-381-3 |
| 7  | Capitoli - 57. Reazione a catena (螺旋ノ反応?, Rasen no han'nō) - 58. Avvisaglie di scontro (争イノ萌芽?, Arasoi no hōga) - 59. Caos nella capitale (混沌ノ帝都?, Konton no teito) - 60. Il consenso della moglie (本妻、承認ス?, Honsai, shōnin) - 61. Sentimenti naturali (アタリマエノキモチ?, Atarimae no kimochi) - 62. Presenza nascosta (懐カシイ影?, Natsukashii kage) - 63. Sekirei delle fiamme (炎ノ鶺鴒?, Honō no Sekirei) - 64. Le voci dei compagni (仲間達ノ声?, Nakama-tachi no koe) - 65. Il suono che può sciogliere un cuore spezzato (胸ノ痛ミノ溶ケル音?, Mune no itami no tokeru oto) - EXTRA. La diagnosi delle Sekirei (鶺鴒診断?, Sekirei shindan) |                        |                   |                        |
| 8  | 25 febbraio 2009 | ISBN 978-4-7575-2498-9 | 16 marzo 2013     | ISBN 978-88-6634-459-9 |
| 8  | Capitoli - 66. La forma dell'anima (魂ノカタチ?, Tamashii no katachi) - 67. Promessa di matrimonio (婚グ言葉?, Kunagu kotoba) - 68. Il tuo Ashikabi (キミノアシカビ?, Kimi no ashikabi) - 69. Una storia molto lontana (遠イ物語?, Tōi monogatari) - 70. L'Ashikabi prigioniero (囚ワレノ葦牙?, Toraware no ashikabi) - 71. La determinazione di un Ashikabi (葦牙ノ覚悟?, Ashikabi no kakugo) - 72. L'invasione dell'isola di Kamikura (神座島侵攻?, Kamikura-shima shinkō) - 73. Game Master (遊戯創造主?, GĒMU MASUTĀ) - 74. La terza fase (第参段階?, Daisan dankai) - 75. Il tesoro degli dei (神代ノ宝?, Jindai no takara) - EXTRA. La festa☆di Halloween☆delle Sekirei (セキレイ☆ハロウィン☆パレイド?, Sekirei HAROVIN PAREIDO) - EXTRA. Villa Yukata (ユカタビラ?, Yukata BIRA)                                                                                                |                        |                   |                        |
| 9  | 25 dicembre 2009 | ISBN 978-4-7575-2757-7 | 25 maggio 2013    | ISBN 978-88-6634-510-7 |
| 9  | Capitoli - 76. Sanada dell'ovest (西ノ真田?, Nishi no Sanada) - 77. Competizione (争奪戦?, Sōdatsusen) - 78. La conclusione del primo incontro (第壱回戦, 決着?, Daiikkaisen, kecchaku) - 79. Ricordi dimenticati (古ノ記憶?, Inishie no kioku) - 80. Il secondo incontro (第二回戦?, Daini kaisen) - 81. Abusi dal cielo, il significato della felicità (呵責ノ空, 幸福ノ定義?, Kashaku no sora, kōfuku no teigi) - 82. Il tuo io a cui penso è ormai molto lontano (想フ君遠クニ在リテ?, Omofu kimi tōku ni arite) - 83. L'Ashikabi del nord (北ノ葦牙?, Kita no ashikabi) - 84. La chiamata (コール?, KŌRU) - 85. I partecipanti (参加者達?, Sankasha-tachi) - 86. Il terzo incontro ha inizio! (第参回戦開始!?, Daisan Kaisen Kaishi!) - EXTRA. Il terribile regolatore di Ashikabi (戦慄ノ調整者?, Senritsu no chōseisha)                                                         |                        |                   |                        |
| 10 | 25 giugno 2010 | ISBN 978-4-7575-2914-4 | 20 luglio 2013    | ISBN 978-88-6634-557-2 |
| 10 | Capitoli - 87. Acqua e fiamme (水ト炎?, Mizu to Honō) - 88. Il Norito delle fiamme (炎ノ祝詞?, Honō no Norito) - 89. Il destino delle loro promesse (誓約ノ行方?, Seiyaku no Yukue) - 90. L'Ashikabi interessante (渦中ノ葦牙?, Kachū no Ashikabi) - 91. Vs la squadra disciplinare (vs懲罰部隊?, vs Chōbatsu Butai) - 92. Battaglia d'attacco e difesa (攻防ノ戦イ?, Kōbō no Tatakai) - 93. L'ombra oscura (黒ノ影?, Kuro no Kage) - 94. Il Norito dell'acqua (水ノ祝詞?, Mizu no Norito) - 95. Il secondo Jinki (二ツ目ノ神器?, Futatsume no Jinki) - 96. Momenti lontani (遠イ風景?, Tōi Fūkei) - EXTRA. Sekirei Onsen☆Due - Sorpresa all'aperto ♡ (鶺鴒温泉☆弐 露天でドッキリ♡ノ巻?, Sekirei onsen ni, roten de dokkiri ♡ no maki) |                        |                   |                        |
| 11 | 25 dicembre 2010 | ISBN 978-4-7575-3105-5 | 12 ottobre 2013   | ISBN 978-88-6634-576-3 |
| 11 | Capitoli - 97. L'Ashikabi del nord fa la sua mossa (北ノ葦牙, 動ク?, Kita no Ashikabi, Ugoku) - 98. L'Ashikabi dello scialle (比礼ノ葦牙?, Hire no Ashikabi) - 99. Le ali di Souhi (雙飛ノ翼?, Sōhi no Tsubasa) - 100. L'antico padrone (古ノ所有者?, Inishie no shoyūsha) - 101. Luce di speranza (希望ノ灯火?, Kibō no motoshibi) - 102. Il demone dei ricordi (追憶ノ悪魔?, Tsuioku no akuma) - 103. L'insegna del contrattacco (反撃ノ旗?, Hangeki no hata) - 104. La voce dei compagni (仲間ノ声?, Nakama no koe) - 105. La persona amata, gli amici amati (ダイスキナヒトノダイスキナトモダチ?, Daisuki na hito no daisuki na tomodachi) - 106. Bentornata a casa (オカエリナサイ?, Okaerinasai) - 107. Un posto in cui ritornare un giorno (イツカ帰ル場所?, Itsuka kaeru basho) - EXTRA. Il piccolo festival di Kusano (くさののちっちゃいまつり?, Kusano no chicchai matsuri) |                        |                   |                        |
| 12 | 25 ottobre 2011 | ISBN 978-4-7575-3105-5 | 26 dicembre 2015  | ISBN 978-88-6634-599-2 |
| 12 | Capitoli - 108. La scelta del Demone (悪魔ノ選択?, Akuma no sentaku) - 109. Una luce lontana (彼方ノ希望?, Kanata no hikari) - 110. Il ritorno delle ragazze (彼女達ノ帰還?, Kanojo-tachi no kikan) - 111. Innocente fidanzamento (白翼ノ誓約?, Hakuyoku no seiyaku) - 112. L'Ashikabi originale (原初ノ葦牙?, Gensho no Ashikabi) - 113. Sangue antico (古ノ血?, Inishie no chi) - 114. Dove si trova il Kushimitama (奇魂ノ行方?, Kushimitama no yukue) - 115. Le ali della determinazione (決意の翼?, Ketsui no tsubasa) - 116. Ripresa (再開?, Saikai) - 117. I tre Ashikabi (三人ノ葦牙?, San'nin no Ashikabi) - 118. Il quarto incontro (第四回戦?, Dai-yon kaisen) - 119. Passi caotici (混沌ノ蛩音?, Konton no kyōon) - EXTRA. Il racconto del mondo di Kuro (黒ノ世界ノ物語?, Kuro no sekai no monogatari)                                                                    |                        |                   |                        |
| 13 | 25 luglio 2012 | ISBN 978-4-7575-3674-6 | 23 marzo 2016     | ISBN 978-88-6883-598-9 |
| 13 | Capitoli - 120. (最終戦規則?, Saishū sen kisoku) - 121. (鶺鴒表明?, Sekirei hyōmei) - 122. (ソレゾレノネガイ?, Sorezore no negai) - 123. (乱戦ノ船上?, Ransenno senjō) - 124. (No. 87?) - 125. (悪魔ト死神?, Akuma to shinigami) - 126. (遊戯外遊戯?, Yūgi gai yūgi) - 127. (東ト南?, Higashi to minami) - 128. (再会ノ旧懲罰?, Saikai no kyū chōbatsu) - 129. (強サノ行方?, Tsuyo sano yukue) - 130. (鶺鴒ノ矜持?, Sekirei no kyōji) - 131. (再会ノ船上?, Saikai no senjō) - EXTRA. (ボクノセキレイ/南編?, Boku no Sekirei/Minami-hen) |                        |                   |                        |
| 14 | 25 marzo 2013 | ISBN 978-4-7575-3909-9 | 25 maggio 2016    | ISBN 978-88-6883-639-9 |
| 14 | Capitoli - 132. (最後ノ神器?, Saigo no Jinki) - 133. (第参段階完了?, Dai san dankai kanryō) - 134. (幕間ノ空?, Makuma no sora) - 135. (葦牙ト鶺鴒（一）?, Ashikabi to Sekirei (ichi)) - 136. (葦牙ト鶺鴒（二）?, Ashikabi to Sekirei (ni)) - 137. (空ノ神座?, Sora no shinza) - 138. (最初の気持?, Saisho no kimochi) - 139. (昔語?, Mukashigatari) - 140. (下天ノ島?, Geten no shima) - 141. (上陸?, Jōriku) - EXTRA. (出雲荘ノ花嫁?, Izumo-sō no hanayome) - EXTRA. (祝ノ日?, Iwai no hi) |                        |                   |                        |
| 15 | 25 novembre 2013 | ISBN 978-4-7575-4142-9 | 31 agosto 2016    | ISBN 978-88-6883-640-5 |
| 15 | Capitoli - 142. (八人目ノ葦牙?, Hachi-nin-me no Ashikabi) - 143. (ステージ２?, Sutēji 2) - 144. (血塗レイ羽?, Chinu rei hane) - 145. (或ル葦牙の場合?, Aru Ashikabi no baai) - 146. (結ブ手結ブ絆?, Musubu te musubu kizuna) - 147. (キズナノチカラ?, Kizuna no chikara) - 148. (繋がる心念?, Tsunagaru kokoro) - 149. (恋魂荒魂?, Koi mitama ara mitama) - 150. (鶺鴒ノ女王?, Sekirei no joō) - 151. (策士ト脳筋?, Sakushi to nōsuji) - 152. (カクシダマ?, Kakushidama) |                        |                   |                        |
| 16 | 25 giugno 2014 | ISBN 978-4-7575-4312-6 | 26 ottobre 2016   | ISBN 978-88-6883-641-2 |
| 16 | Capitoli - 153. (南ノコワイセキレイ?, Minami no kowai Sekirei) - 154. (私ヲ呼ブアナタノ声?, Watashi o yobu anata no koe) - 155. (氷羽魔ウ空?, Kōri no hane ma u sora) - 156. (葦牙ノ資格?, Ashikabi no shikaku) - 157. (持ツ者、持タザル者?, Motsumono, motazarumono) - 158. (本気ノ戦イノ行方?, Honki no tatakai no yukue) - 159. (神蔵島ノ深淵ノ中?, Kamikura-jima no shin'en no naka) - 160. (人ハ人ヲ知リテ人ト菜リ、鶺鴒ハ愛ヲ知リテ鶺鴒ト菜ル?, Hito ha hito o shirite hito tonari, Sekirei ha ai o shirite Sekirei tonaru) - 161. (アナタノマエニタツノハ?, Anata no maeni tatsunoha) - 162. (天空カラノ光?, Tenkū kara no hikari) - 163. (紅イ花、蒼イ花?, Akai hana, aoi hana) |                        |                   |                        |
| 17 | 25 marzo 2015 | ISBN 978-4-7575-4549-6 | 29 dicembre 2016  | ISBN 978-88-6883-642-9 |
| 17 | Capitoli - 164. (集結ノ帝都?, Shūketsu no teito) - 165. (第四次神座島侵攻?, Dai yonji kanza tō shinkō) - 166. (第四次神座島侵攻?, Ten o saku hikari) - 167. (海ヲ呑ム祝詞?, Umi o nomu Norito) - 168. (葦牙ノ理?, Ashikabi no ri) - 169. (光ノ羽持ツ者達?, Hikari no hane ji monotachi) - 170. (豊葦原ノ島?, Toyoashihara no shima) - 171. (ヒカリ、サザメク?, Hikari, sazameku) - 172. (虚ロノ地,絆ノ始マリ?, Kyo ro no ji, kizuna no hajime mari) - 173. (死神ノ羽?, Shinigami no hane) - 174. (ワタシノ矜持ノモトニ?, Watashino kyōji nomotoni) - 175. (乙女、爆閃?, Otome bakusen) - 176. (Jinki Overload?) |                        |                   |                        |
| 18 | 24 ottobre 2015 | ISBN 978-4-7575-4549-6 | 1º febbraio 2017  | ISBN 978-88-6883-642-9 |
| 18 | Capitoli - 177. (佐橋皆人ノ選択?, Satoshi Minato no sentaku) - 178. (ネガイ、ノセテ?, Negai, nosete) - 179. (嵩天へ!?, Sūten e!) - 180. (最後ノ一人ト一羽 (サイゴ ノ ヒトリ トイチク)?, Saigo no ichi-ri toichi-wa (saigo no hitori toichiku)) - 181. (決戦ノ嵩天?, Kessen no sūten) - 182. (最後ノ願イハ?, Saigo no gan iha) - 183. (祝歌 (壱)?, Hogiuta (ichi)) - 184. (祝歌 (弐)?, Hogiuta (ni)) - 185. (祝歌 (参)?, Hogiuta (san)) - 186. (186話 祝歌 (肆)?, 186 wa shukuka) - 187. (キミト、キミタチト、生キテユク?, Kimito, kimitachito-sei kiteyuku) |                        |                   |                        |

### Drama CD
Un drama CD intitolato Sekirei Original Drama CD è stato pubblicato il 25 luglio 2007 da Frontier Works.

### Anime
L'adattamento anime è stato trasmesso tra il 2 luglio ed il 17 settembre 2008 in Giappone. Di questa prima serie esiste una versione priva di censura commercializzata in alcuni cofanetti DVD. Una seconda serie animata dal titolo Sekirei ~Pure Engagement~ è stata prodotta nel 2010 e la sua trasmissione è iniziata il 4 luglio 2010 per concludersi il 26 settembre dello stesso anno.
Gli eventi narrati nella prima serie animata coprono circa i primi cinque volumi del manga tralasciando però il fatto che Kazehana diventi la quinta Sekirei di Minato giusto prima della fuga di Shigi e Kuno. Nella seconda serie Kazehana diventa comunque una Sekirei di Minato anche se tutto ciò accade in modo differente rispetto al manga. Il rapimento di Yukari non viene menzionato mentre Uzume si sacrifica per salvare Musubi mentre nel manga lo fa per salvare Minato.

#### Episodi 1ª serie
| Nº  | Titolo italiano (traduzione letterale) Giapponese 「Kanji」 - Rōmaji | In onda           | In onda |
| Nº  | Titolo italiano (traduzione letterale) Giapponese 「Kanji」 - Rōmaji | Giapponese        |         |
| 1   | Sekirei 「セキレイ」 - Sekirei                                       | 2 luglio 2008     |         |
| 2   | La porta di una nuova casa 「新屋の扉」 - Shinya no tobira           | 9 luglio 2008     |         |
| 3   | La ragazza verde 「緑ノ少女」 - Midori no shōjo                      | 16 luglio 2008    |         |
| 4   | La misteriosa storia di Villa Izumo 「出雲荘奇談」 - Izumosou kidan  | 23 luglio 2008    |         |
| 5   | La Sekirei d'acqua 「水ノ鶺鴒」 - Mizu no Sekirei                    | 30 luglio 2008    |         |
| 6   | La battaglia dei Fiori di Izumo 「出雲荘花軍」 - Izumosou hana ikusa | 6 agosto 2008     |         |
| 7   | La Sekirei nera 「黒ノ鶺鴒」 - Kuro no Sekirei                       | 13 agosto 2008    |         |
| 8   | Teito, sigillata 「閉ジタ帝都」 - Tojita Teito                       | 20 agosto 2008    |         |
| 9   | Lo scialle e il vento 「比礼ト風」 - Hire to kaze                    | 27 agosto 2008    |         |
| 10  | La notte prima della fuga 「脱出前夜」 - Dasshutsu zenya             | 3 settembre 2008  |         |
| 11  | Il marchio Sekirei scomparso 「鶺鴒紋消失」 - Sekireimon shoushitsu  | 10 settembre 2008 |         |
| 12  | La Sekirei del destino 「縁ノ鶺鴒」 - Enishi no Sekirei              | 17 settembre 2008 |         |
| OAV | La mia prima commissione 「初メテノオツカイ」 - Hajimete no otsukai  | 26 marzo 2009     |         |

#### Episodi 2ª serie -~Pure Engagement~
| Nº         | Titolo italiano (traduzione letterale) Giapponese 「Kanji」 - Rōmaji                                         | In onda                       | In onda |
| Nº         | Titolo italiano (traduzione letterale) Giapponese 「Kanji」 - Rōmaji                                         | Giapponese                    |         |
| 1          | Augurio di pace 「静ナル予兆」 - Shizunaru yochō                                                             | 13 giugno 2010 4 luglio 2010  |         |
| 2          | Quando il vento inizia a soffiare 「風立チヌ」 - Kaze tachinu                                                | 11 luglio 2010                |         |
| 3          | La risposta del vento 「風ノ答エ」 - Kaze no irae                                                            | 18 luglio 2010                |         |
| 4          | L'ultima piuma 「最後ノ一羽」 - Saigo no ichiwa                                                              | 25 luglio 2010                |         |
| 5          | Sekirei delle fiamme 「炎ノ鶺鴒」 - Honō no Sekirei                                                          | 1º agosto 2010                |         |
| 6          | Promessa di matrimonio 「婚グ言葉」 - Kunagu kotoba                                                          | 8 agosto 2010                 |         |
| 7          | Una storia di tanto tempo fa 「遠イ物語」 - Tōi monogatari                                                   | 15 agosto 2010                |         |
| 8          | Il gioco di Kuu 「草ノ遊戯」 - Kusa no yūgi                                                                  | 22 agosto 2010                |         |
| 9          | La grande amicizia 「数多ノ絆」 - Amata no kizuna                                                            | 29 agosto 2010                |         |
| 10         | Il cielo così lontano da raggiungere 「果ツル空」 - Hatsuru sora                                             | 5 settembre 2010              |         |
| 11         | I preparativi per la festa 「祭ノ準備」 - Matsuri no junbi                                                   | 12 settembre 2010             |         |
| 12         | La torre di questo gioco privo di senso 「乱戯ノ塔」 - Rangi no tō                                           | 19 settembre 2010             |         |
| 13         | Legami profondi 「真実ノ絆」 - Shinjitsu no kizuna                                                           | 26 settembre 2010             |         |
| Speciale 1 | La visita delle Sekirei - Il paradiso delle Sekirei 「鶺鴒診断 - 鶺鴒余暇」 - Sekirei shindan - Sekirei yoka | 21 luglio 2010 21 agosto 2010 |         |

### Videogioco
Un videogioco di genere visual novel, intitolato Sekirei ~Mirai kara no okurimono~ (セキレイ ～未来からのおくりもの～? lett. "Sekirei ~Doni dal futuro~"), è stato sviluppato da Alchemist e pubblicato per PlayStation 2, sia in edizione regolare che limitata. I due brani musicali principali del gioco sono Yakusoku I'm with You (約束 I'm with You? lett. "Prometto che sono con te") e Survive Baby Survive! (lett. "Sopravvivi piccola, sopravvivi!") entrambi cantati da Saori Hayami, Marina Inoue, Kana Hanazawa e Aya Endō. L'edizione limitata conteneva delle statuette di Musubi e Tsukiumi con Kusano che porta un costume da panda, un drama CD dalla durata di 40 minuti e un'illustrazione di Matsu. Musubi, I protagonisti Tsukiumi, Matsu, Kusano, Miya, Homura, Uzume e Minato tornano a ricoprire i medesimi ruoli dell'anime e del manga e si aggiungono quattro nuovi personaggi ideati dagli sviluppatori di Alchemist, ovvero due Sekirei, un Ashikabi e una bambina solitaria. Il gioco si svolge nella linea temporale di Sekirei, e si svolge come un romanzo visivo, come tipico delle visual novel. Nel corso della storia Minato e le Sekirei della Villa Izumo incontreranno nuovi personaggi, ovvero: Sekirei #54 Kuruse (来瀬?) (doppiata da Haruka Tomatsu), Sekirei #57 Yahan (夜半?) (doppiata da Ayahi Takagaki), Ashikabi Reiji Koya (甲屋 玲治?, Koya Reiji) (doppiato da Yūichi Nakamura e una bambina chiamata Aka-chan (赤ちゃん?) (doppiata da Haruka Tomatsu). La trama è incentrata sulla scoperta della già menzionata bambina, che viene inseguita da alcuni sconosciuti dopo che Minato e le sue Sekirei l'hanno trovata abbandonata in città.

## Accoglienza
L'ottavo volume del manga è entrato nella classifica dei 30 manga più venduti in Giappone, arrivando al terzo posto con 103 811 copie vendute dal 24 febbraio al 2 marzo 2009. Il nono volume si è classificato diciassettesimo con 65 732 copie vendute dal 21 al 27 dicembre 2009. Dal 28 giugno al 4 luglio 2010, il decimo volume ha venduto 47 019 copie per un totale di 120 991 arrivando ventesimo.